# Rajon Kalmiuske
Der Rajon Kalmiuske (ukrainisch Кальміуський район/Kalmiuskyj rajon; russisch Кальмиусский район/Kalmiusski rajon) ist ein ukrainischer Rajon mit etwa 120.000 Einwohnern. Er liegt in der Oblast Donezk und hat eine Fläche von 3132 km², der Verwaltungssitz befindet sich in der namensgebenden Stadt Kalmiuske, diese trägt jedoch de facto noch ihren alten Namen Komsomolske.
Er ist derzeit durch die Volksrepublik Donezk besetzt und steht somit nicht unter ukrainischer Kontrolle, aus diesem Grund besteht der Rajon nur de jure und nicht de facto.

## Geographie
Der Rajon liegt im Süden der Oblast Donezk und grenzt im Norden und Nordosten an den Rajon Donezk, im Osten an Russland (Oblast Rostow, Rajon Neklinowka sowie Rajon Matwejew Kurgan), im Südosten an den Rajon Mariupol, im Westen an den Rajon Wolnowacha sowie im Nordwesten an den Rajon Pokrowsk.

## Geschichte
Der Rajon entstand am 17. Juli 2020 im Zuge einer großen Rajonsreform durch die Vereinigung der Rajone Nowoasowsk, Starobeschewe und Telmanowe (Rajon Bojkiwske) mit dem Stadtgebiet der bis dahin unter Oblastverwaltung stehenden Stadt Dokutschajewsk.

Rajon Nowoasowsk bis Juli 2020
Rajon Starobeschewe bis Juli 2020
Rajon Telmanowe/Bojkiwske bis Juli 2020
Rajonsgebiet ab Juli 2020

## Administrative Gliederung
Auf kommunaler Ebene ist der Rajon in 5 Hromadas (3 Stadtgemeinden, 2 Siedlungsgemeinden) unterteilt, denen jeweils einzelne Ortschaften untergeordnet sind.
Zum Verwaltungsgebiet gehören:
- 3 Städte
- 5 Siedlungen städtischen Typs
- 133 Dörfer
- 15 Ansiedlungen

Die Hromadas sind im Einzelnen:
- Stadtgemeinde Kalmiuske (Komsomolske)
- Stadtgemeinde Dokutschajewsk
- Stadtgemeinde Nowoasowsk
- Siedlungsgemeinde Bojkiwske (Telmanowe)
- Siedlungsgemeinde Starobeschewe